# 송요셉
송요셉(1973년 7월 18일 ~ )은 대한민국의 배우이다.

## 학력
- 단국대학교 연극영화학과 졸업

## 출연작

### 드라마
- 2006년 《추락천사 제니》 ... 선도교사 역
- 2011년 《양심정》 ... 김판곤 역
- 2016년 《불어라 미풍아》
- 2016년 《월계수 양복점 신사들》
- 2017년 《역적 : 백성을 훔친 도적》
- 2017년 《힘쎈여자 도봉순》
- 2017년 《김과장》
- 2017년 《블랙》
- 2017년 《저글러스》

### 영화
- 2006년 《마강호텔》 ... 조폭 똘마니 역
- 2006년 《뚝방전설》 ... 김형사 역
- 2006년 《그 놈 목소리》 ... 교회 졸부 역
- 2007년 《우리동네》 ... 서점 주인 역
- 2008년 《추격자》 ... 강 형사 역
- 2008년 《대한이, 민국씨》 ... 권투선수 역
- 2009년 《그림자 살인》 ... 봉태 역
- 2010년 《된장》 ... 최수기 형사 역
- 2011년 《짐승》 ... 민피디 역
- 2013년 《오징어》
- 2015년 《젊은엄마 3》
- 2016년 《해어화》 ... 영일권번 양 사장 역
- 2016년 《럭키》 ... 조철무 (조실장) 역
- 2016년 《마스터》 ... 원네트워크 회원 4 역
- 2017년 《조작된 도시》 ... 청소팀 역
- 2017년 《보통사람》 ... 고문기술자 역
- 2019년 《뺑반》 ... 고속도로 순찰대1 역
- 2019년 《악질경찰》 ... 정보과 역
- 2019년 《애월》 ... 베이스 박 역
- 2020년 《사냥의 시간》 ... 경비실장 역
- 2022년 《범죄도시 2》 ... 베트남 트란 형사 역 (첫 천만영화)
- 2024년 《탈주》 ... 대대장 역